# Подольское (Рыбинский район)
В Ярославской области ещё пять деревень с таким названием.
Подольское — деревня в Погорельском сельском округе Глебовского сельского поселения Рыбинского района Ярославской области.
Деревня находится между расположенным на расстоянии около 1,5 км к западу правым берегом Волги (Рыбинского водохранилища) и расположенной на таком же расстоянии к востоку автомобильной дорогой из центра сельского поселения Глебово на Ларионово и стоящей на этой дороге деревни Бараново. Деревня имеет одну улицу, ориентированную с востока на запад. В западном направлении дорога идёт к деревне Петраково, стоящей на берегу Копринского залива Рыбинского водохранилища. В северо-западном направлении от Подольского стоит деревня Мухино, также находящаяся на берегу Копринского залива. К северу стоит деревня Ягодино. Дорога в восточном направлении ведёт к деревне Бараново. К юго-востоку стоит деревня Плоское. В южном направлении имеется овраг с небольшим ручьём, переходящим в узкий залив Рыбинского водохранилища, типичным для затопленных оврагов. Местные жители называют его Шепелёвский ручей .
Деревня Подольная указана на плане Генерального межевания Рыбинского уезда 1792 года.
На 1 января 2007 года в деревне не числилось постоянных жителей . Почтовое отделение, расположенное в центре сельского округа, селе Погорелка обслуживает в деревне Подольское 32 дома .